# 喬治·比德爾·艾里
喬治·比德爾·艾里爵士，FRS（英語：Sir George Biddell Airy，1801年7月27日—1892年1月2日 ），英格蘭數學家與天文學家，於1835年至1881年之間擔任皇家天文學家。他許多的貢獻包括在行星軌道、測量地球的平均密度、固體力學中二維問題的解題方法等研究，而且還包括在他擔任皇家天文學家時，確立格林威治於本初子午線上的貢獻。但他的聲望被遭到指控所汙蔑。其指控認為由於他的遲鈍，英國失去發現海王星的先機。

## 生平
艾里出生於阿因维克，艾里家族的歷史淵源可以追溯至14世紀時居住於威斯特摩蘭郡之肯米爾（Kentmere）的同姓家族。他所屬的家族分系在英國內戰期間搬至林肯郡居住，而成為農民。喬治·艾里最早是於赫里福德的小學接受教育，之後則就讀於科爾切斯特皇家文法中學（Colchester Royal Grammar School）。艾里是個內向的小孩，他在學校藉由高超的玩具槍製造技巧獲得到同學們的歡迎。
1819年時，他進入了劍橋大學三一學院，成為一個減費生（Sizar），這是說他可以付較少的學費卻必須擔任雇員來補償其減免的學費。在劍橋，他開始了顯赫光明的學術生涯，並且似乎很快就成為他那個年代公認的領導人物之一。1822年，他被選為三一學院的公費生（scholar），而在隔年他以數學榮譽學位甲等考試第一名（Senior Wrangler）畢業，並獲得史密斯獎。1824年10月1日，他被選為三一學院的院士，他並於1826年12月取代湯瑪斯·脫爾頓被委任為數學的盧卡斯教授。他擔任該席位一年餘，之後在1828年2月被選為天文學的布盧米安教授（Plumian Professor）與新劍橋天文台的台長。

### 研究

#### 皇室天文學家
艾里是一位能干的、善于创新的皇家天文学家，1847年他为月球观测设置了地平经纬仪。1851年他为天文台增添了新的子午环和天顶筒。1859年他设置了一台33厘米的赤道仪。1838年他创立了磁学和气象学部门。1868年开始组织天文台进行光谱学研究。1873年开始使用太阳照相仪对太阳黑子进行每日记录。

#### 尋找海王星
海王星的發現

#### 艾里班

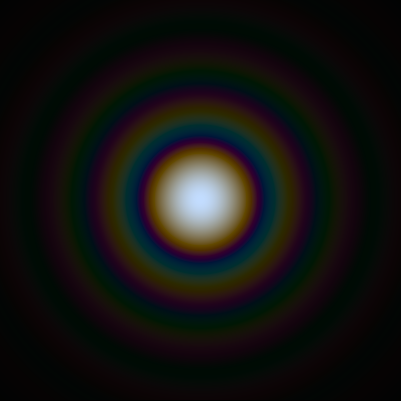
Computer-generated image simulating an Airy Disk

艾里研究使用圆柱透镜来校正通常说的散光现象，进而考查了点光源的衍射图像。发现光学仪器的光学解析度受到衍射的的限制，所以即使再完美的透镜也无法在焦点成点状像，而是形成一块同心圆环组成的亮斑，即艾里斑。艾里斑的尺寸取决于光的波长和光学仪器中心小孔的大小。约翰·赫尔舍尔之前观察到这个现象，而艾里第一个给出了理论解释
第谷·布拉赫和Giovanni Battista Riccioli指出，观测不到可测量的恒星视差，表明星体位于很远的距离以外，但肉眼和早期带小孔的望远镜都观测到星体是不同尺寸的圆盘。这也许暗示着星体比太阳大很多倍。但艾里对亮斑的解释说明，这种亮的圆盘实际上不是星体的像，而是艾里斑。使用现代的或者放大倍数更大的望远镜，艾里斑可以被消除，几乎所有星体的像都呈现为光点。

#### 地球的平均密度
1826年艾里希望可以通过在矿井表面和底部做单摆实验来求出地球的平均密度。 同年他在Dolcoath mine进行实验，因为其中一个单摆出了问题而失败。1828年他的实验因矿井进水而停止。1854年他在靠近南谢尔德的Harton矿进行了实验。结果表明在383米深的矿井下，比表面重力大1/19286。通过这个结果，艾里计算出地球的平均比重是6.566。艾里一直采用这个数值，但实际上该数值比其它方法测出的数值大得多，今日的测量值是5.5153 g/cm3。

#### 工程力學

##### 泰橋事故
泰橋事故

## 外部連結

### 訃聞
| 前任者： 湯瑪斯·脫爾頓 | 盧卡斯數學教授席位 1826年 | 繼任者： 查爾斯·巴貝奇 |

| 前任者： 羅伯特·伍德侯斯（Robert Woodhouse） | 布盧米安天文學與實驗哲學教授席位（Plumian Professor of Astronomy and Experimental Philosophy） 1828年至1836年 | 繼任者： 詹姆斯·查理士（James Challis） |

| 前任者： 威廉·普魯特（William Prout）與亨利·福斯特（Henry Foster） | 科普利獎章 1831年 | 繼任者： 麥可·法拉第與泊松 |

| 前任者： 約翰·龐德（John Pond） | 皇家天文學家 1835年 | 繼任者： 威廉·克里斯蒂（William Christie） |

| 前任者： 爱德华·萨宾（Edward Sabine） | 皇家學會會長 1871年至1873年 | 繼任者： 約瑟夫·道爾頓·胡克 |